# Dan Coats
Daniel Ray "Dan" Coats (ur. 16 maja 1943) – amerykański polityk, działacz Partii Republikańskiej. Od 2011 do 2017 pełnił funkcję senatora z Indiany (od 2013 był starszym senatorem). Wcześniej pełnił już tę funkcję w latach 1989-1999. Jest to jeden z zaledwie dwóch (inny to Frank Lautenberg) przypadków w historii Senatu, gdy polityk wraca na stanowisko po wcześniejszym dobrowolnym odejściu.

## Początki kariery i praca w Izbie Reprezentantów
Urodził się w Jackson w stanie Michigan. Miasto to jest znane z tego, że założono tam Partię Republikańską. Jego rodzice mieli angielskie, niemieckie, a także szwedzkie pochodzenie. Po ukończeniu szkoły w Jackson studiował nauki polityczne w Wheaton College. Podczas studiów Coats grał w drużynie piłki nożnej. W latach 1966–1968 służył w armii.
Pod koniec lat 70. pracował w biurze ówczesnego kongresmena Dana Quayle'a. Gdy ten zdecydował się w 1980 ubiegać o miejsce w Senacie, Coats został wybrany na jego miejsce. Łącznie w Izbie Reprezentantów zasiadał przez 4 kadencje. Jako że reprezentował bardzo republikański dystrykt, zawsze zdobywał przynajmniej 60% głosów.

## Pierwszy okres zasiadania w Senacie
W wyborach prezydenckich w 1988 roku Quayle został wybrany na wiceprezydenta. W związku z tym zwolniło się jego miejsce w Senacie. Gubernator Indiany Robert Dunkerson Orr nominował na to miejsce właśnie Coatsa. Ten wygrał wybory uzupełniające, które miały miejsce w 1990 zdobywając 54% głosów. Dwa lata później, już w zwyczajnej elekcji uzyskał 57%. Zdecydował nie ubiegać się o reelekcję w 1998. Jego następcą został demokrata Evan Bayh. Po opuszczeniu Senatu Coats był m.in. ambasadorem USA w Niemczech.

## Drugi okres zasiadania w Senacie
W lutym 2010 Coats ogłosił, że zamierza przeprowadzić się z powrotem do Indiany i walczyć o odzyskanie miejsca, które reprezentował przez 10 lat. Kilka dni później Bayh niespodziewanie ogłosił, że nie będzie ubiegać się o reelekcję. Stało się jasne, że Demokraci nie będą w stanie utrzymać tego miejsca ze względu na konserwatywny charakter Indiany, ale także ogólnonarodowe niezadowolenie rządami Baracka Obamy. Najcięższą walkę przyszło Coatsowi stoczyć w prawyborach, gdzie jego przeciwnikami byli konserwatyści kojarzeni z TEA Party. Ostatecznie Coats zdobył 40% głosów i o przeszło 10 punktów procentowych wyprzedził najgroźniejszego konkurenta Marlina Stutzmana. W wyborach właściwych pokonał demokratycznego kongresmena Brada Ellswortha 55% – 40%. Zasiadał m.in. w komisji ds. wywiadu. 24 marca 2015 ogłosił, że nie będzie ubiegał się o reelekcję. 3 stycznia 2017 przestał być senatorem.
W latach 2017–2019 Coats sprawował urząd Dyrektora Wywiadu Narodowego w administracji Donalda Trumpa.

## Poglądy polityczne
Coats w czasie pobytu w Seancie uchodził za standardowego konserwatystę. Głosował między innymi za przyjęciem porozumienia kończącego tzw. zamknięcie administracji ("government shutdown") w 2013 czy za nominacją Johna Brennana na dyrektora CIA, ale także przeciwko zwiększeniu kontroli broni i reformie imigracyjnej. W rankingu "National Journal" za rok 2012 był 25. najbardziej konserwatywnym członkiem Senatu (na 100 członków, w tym 47 Republikanów).

## Odznaczenia
- Krzyż Wielkiego Oficera Orderu Zasługi (Rumunia, 2000)[2]